# Ogerta Manastirliu
Ogerta Manastirliu (Tirana, 31 de diciembre de 1978) es una política albanesa. Miembro del Partido Socialista, es diputada del Parlamento (MP) por el Condado de Tirana. El 13 de marzo de 2017, fue nombrada ministra de Salud y Protección Social. Ocupó el cargo hasta el 21 de mayo de 2017, debido a las elecciones generales.
Manastirliu resultó elegida por primera vez como diputada en las Elecciones generales de 2017 por la circunscripción de Tirana. El 10 de septiembre de 2017 fue ratificada en la cartera de Salud y Protección Social en el Segundo Gobierno Rama.

## Biografía
Ogerta Manastirliu nació en Tirana el 31 de diciembre de 1978 de padres albaneses. Graduada en Química General por la Universidad de Tirana, obtuvo el título de doctora en Química Analítica y Medio Ambiente en 2004. En 2009 fue contratada como examinadora de la Facultad de Ciencias Naturales de la Universidad de Tirana.
En 2004 comenzó su carrera profesional en el municipio de Tirana, inicialmente en el Proyecto de Coordinación de la Dirección. Entre 2005 y 2011, dirigió la Vivienda y los Servicios Sociales. En esta asignación, Manasterliu fue uno de los principales contribuyentes en el diseño del proyecto "Estrategia de Vivienda Local".
De 2011 a 2013, fue contratada como experta en gestión y coordinación de políticas sociales y de recursos humanos para organizaciones nacionales e internacionales, tales como el UNFPA y la fundación Friedrich Ebert Stiftung.
Tiene una larga carrera en las filas del Partido Socialista y es desde 2017 miembro del Parlamento albanés. Manastirliu habla inglés e italiano.

## Escándalo de plagio
En octubre de 2018, muchos personajes públicos y políticos en Albania estaban involucrados en un escándalo de plagio que implican su maestría y Ph D. tesis. La denuncia de los casos de plagio fue iniciado por Taulant Muka, un joven epidemiólogo educado en los Países Bajos, quien emprendió una cruzada contra los "falsos doctorados" de políticos y funcionarios del gobierno. Este escándalo, entre otras cosas, provocó protestas en todo el país de los estudiantes de las universidades públicas.
Manastirliu fue acusada de haber plagiado su tesis doctoral. Ella rechazó las acusaciones, haciendo hincapié en la autenticidad de los estudios de doctorado de trabajo. 

## Vida personal
Ella está casada con Ermal Gjinaj; la pareja tiene dos hijas.